# Vito Gruosso
Vito Gruosso (San Fele, 23 aprile 1948) è un politico e sindacalista italiano.

## Biografia
Attivo sindacalmente nella CGIL fin dalla giovane età, nel 1981 entra nella segreteria provinciale della Camera del Lavoro di Potenza e nel 1985 diventa segretario generale della CGIL in Basilicata, carica che mantiene fino al 1994.
Alle elezioni politiche del 1994 viene eletto per la prima volta senatore con i Progressisti; è confermato anche con L'Ulivo alle elezioni del 1996 e in quelle del 2001, venendo sempre eletto in collegi uninominali (nei primi due casi a Melfi, nel terzo a Potenza). Conclude il proprio mandato parlamentare nel 2006.